# Часовник (сазвежђе)
Часовни (лат. Horologium) је једно од 88 савремених сазвежђа. Налази се на јужној хемисфери и нема сјајних звезда. Креирао га је у 18. веку француски астроном Никола Луј де Лакај под називом Horologium Oscillitorium („Сат са клатном“) у част Кристијана Хајгенса који је изумео часовник са клатном али и открио Сатурнове прстенове. Назив сазвежђа је касније скраћен на данашњи облик.

## Звезде
Све звезде Часовника су врло слабе. Најсјајнија звезда овог сазвежђа је алфа Часовника, џин магнитуде 3,86 који је од Сунца удаљен 177 светлосних година. Друга по сјају је делта Часовника, бинарни систем магнитуде 4,93 са масивним белим субџином као примарном компонентом. Од Сунца је удаљен 175 светлосних година. Бета Часовника је џин А класе магнитуде 4,99, необичног хемијског састава.

## Објекти дубоког неба
У Часовнику се налази суперкластер Часовник (или суперкластер Часовник-Мрежица) — суперкластер који се састоји од преко 5000 група галаксија. Од Млечног пута је удаљен 900 милиона светлосних година, а протеже се на око 550 милиона светлосних година. Овај суперкластер је релативно слабо проучен.